# مدعي عام سيئ
مدعي عام سيئ (بالكورية: 진검승부)؛ هو مسلسل تلفزيوني كوري جنوبي، من بطولة دو كيونغ سو، لي سي-هي. المسلسل يصور قصة المدعي العام الذي يعاقب السلطات الفاسدة بالحيل والخداع. عرض على قناة كي بي إس 2 من 5 أكتوبر إلى 10 نوفمبر 2022. بث كل يوم الاربعاء والخميس الساعة 21:50 (KST).

## القصة
تدور أحداث المسلسل حول مدع عام صالح يسعى لتحقيق العدالة للضحايا الفقراء والضعفاء. كما انه يبذل قصارى جهده لتدمير واقصاء الأنظمة الفاسدة.

## طاقم
- دو كيونغ-سو في دور جين جونغ[5]

مدع عام في القسم الثالث من مكتب الادعاء في المنطقة المركزية يقف إلى جانب المظلومين.
- لي سي هي في دور شين آي را[6]

أحد كبار المدعين في مكتب الادعاء بالمنطقة المركزية، تتتمتع بمهارات العمل والمهارات الاجتماعية المثالية.
- ها جون في دوو أوه دو-هوان[7]

وكيل نيابة في نيابة المنطقة المركزية.

### دور داعم
- لي سي-ايون في دور غو جونج-دو[8]

هاكر ذو مهارات غامضة يعمل مع جين جونغ.
- كيم سانغ-هو في دور بارك جاي-كوينغ[9]

رئيس ديوان الخدمة المدنية في نيابة المنطقة المركزية.
- كيم تاي وو في دور كيم تاي-هو[10]

رئيس النيابة قسم الجريمة.
- يون جون سيوك في دور لي تشول جي[11]

محقق شريك جين جونغ المخلص والموثوق.
- جو بو-يونغ في دور بايك اون جي [12]

ابنة رئيس المنظمة الوطنية.
- تشوي جوانغ إيل في دور لي جانغ وون[4]

رئيس هيئة الادعاء العام للنيابة المركزية.
- لي هيو-نا في دور بارك يي-يونغ[13]

ضحية قضية قتل سيو تشو دونج.
- هونغ إيوي جون في دور المحقق كانغ[14]

ذراع دو-هوان اليمنة المخلص.
- يو هوان في دور سيو جي هان[15]

ابن سيو هيون جيو. ووريث شركة كانغسان للمحاماة.
- يون جونغ سيوب في دور المحقق بارك[16]

هو أحد القدامى الذين عملوا مع شين أرا.
- كيم تشانغ وون في دور سيو هيون جيو[17]

ممثل مكتب محاماة «كانغسانغ»
- شين سيونغ هوان في دور يو جين تشيول[15]

رجل عصابات يدير مؤسسة ترفيهية في جانجنام.
- لي وو سونغ في دور كيم هيو جون[18]

رجل توصيل تم تحديد هويته على أنه الجاني في قضية قتل سيو تشو دونغ.
- كيم جيون سون في دور والدة جين جيونج[15]

## المشاهدات
| الموسم | الموسم | رقم الحلقة | رقم الحلقة | رقم الحلقة | رقم الحلقة | رقم الحلقة | رقم الحلقة | رقم الحلقة | رقم الحلقة | رقم الحلقة | رقم الحلقة | رقم الحلقة | رقم الحلقة | المتوسط |
| الموسم | الموسم | 1          | 2          | 3          | 4          | 5          | 6          | 7          | 8          | 9          | 10         | 11         | 12         | المتوسط |
| ------ | ------ | ---------- | ---------- | ---------- | ---------- | ---------- | ---------- | ---------- | ---------- | ---------- | ---------- | ---------- | ---------- | ------- |
|        | 1      | 0.773      | 0.876      | 0.834      | 0.911      | 0.774      | 0.932      | 0.893      | 1.005      | 1.093      | 1.060      | 0.795      | 1.158      | 925.333 |

| رقم    | تاريخ البث     | تقييمات نيلسن كوريا | تقييمات نيلسن كوريا |
| رقم    | تاريخ البث     | على الصعيد الوطني   | سيئول               |
| ------ | -------------- | ------------------- | ------------------- |
| 1      | 5 أكتوبر 2022  | 4.3                 | 4.1                 |
| 2      | 6 أكتوبر 2022  | 5.0                 | 4.8                 |
| 3      | 12 أكتوبر 2022 | 4.6                 | 4.3                 |
| 4      | 13 أكتوبر 2022 | 5.0                 | 4.7                 |
| 5      | 19 أكتوبر 2022 | 4.3                 | 4.1                 |
| 6      | 20 أكتوبر 2022 | 5.1                 | 4.8                 |
| 7      | 26 أكتوبر 2022 | 5.0                 | 5.2                 |
| 8      | 27 أكتوبر 2022 | 5.6                 | 5.7                 |
| 9      | 2 نوفمبر 2022  | 6.3                 | 6.7                 |
| 10     | 3 نوفمبر 2022  | 6.2                 | 6.0                 |
| 11     | 9 نوفمبر 2022  | 4.7                 | 4.5                 |
| 12     | 10 نوفمبر 2022 | 6.3                 | 5.9                 |
| المعدل | المعدل         | 5.200%              | 5.067%              |

## الإنتاج

### صناعة
المسلسل من إخراج مخرج الافلام البارز لي سيونغ هوه من أعماله المسلسل الناجح انتقل إلى الجنة (2021). ومن كتابة ايم يونغ بين الذي كتب مسلسل رسم تخطيطي لعام (2018). من تخطيط قسم الدراما كي بي إس وانتاج بتنسيق مع نيو انترتينمنت واستوديوهات بلااد.

### التصوير
في 28 أكتوبر 2022، أعلن عن انتهاء تصوير المسلسل.

### الإصدار
5 سبتمبر 2022، أصدرت قناة كي بي إس صورا من القراء الأولى لسيناريو، بجانب الإعلان عن تاريخ العرض الاول، من المقرر عرض المسلسل في 5 أكتوبر 2022، كمتابعة لمسلسل إذا قلت أمنيتك ليومي الأربعاء والخميس.

## روابط خارجية
- الموقع الرسمي
 باللغة الكورية
- المدعي العام السيئ على موقع IMDb (الإنجليزية)
- المدعي العام السيئ على موقع فيلمافينيتي (الإسبانية)
- المدعي العام السيئ على موقع قاعدة بيانات الفيلم (الإنجليزية)
- مدعي عام سيئ على هانسينما